# Спадкоємиця (телесеріал, 2004)
«Спадкоємиця» (ісп. La heredera) — мексиканська теленовела з елементами трилера та нуару виробництва компанії TV Azteca. У головних ролях Сільвія Наварро і Серхіо Басаньєс. Прем'єрний показ відбувся на каналі Azteca Trece 17 травня 2004 — 18 лютого 2005 років.

## Сюжет
Марія Клаудія Мадеро Грімальді, дочка дона Хуліана Мадеро, власника провідної архітектурної фірми Мексики, навчається у США, коли дізнається, що батько серйозно хворий. Разом з льотчиком Антоніо Батіста, ветераном війни у Перській затоці, вона вилітає до Мехіко, але літак терпить аварію і падає у джунглях. Марії Клаудії та Антоніо вдається порятуватися, і вони навіть встигають закохатися одне в одного. Повернувшись додому, Марія Клаудія дізнається, що її батько одужав. Пізніше Антоніо працює у відділі з розслідування вбивств у мексиканській столиці. Їм з Марією Клаудією вдається побудувати стосунки, але несподівано у місті з'являється його колишня дружина Аранса. Одночасно відбувається низка вбивств, серед жертв опиняються дон Хуліан Мадеро, а пізніше і Лінда Арельяно, 17-літня подруга автогонщика Октавіо Мадеро, брата Марії Клаудії. По смерті батька з'ясовується, що управління фірмою він заповів лише Марії Клаудії, обминувши інших дітей — синів Лауро і Октавіо, а також дочку Лорену — талановиту дизайнерку з наркотичною залежністю. Ані Марія Клаудія, ані хто інший не підозрює про небезпеку, яка нависла над нею, бо насправді за всіма злочинами стоїть її брат Лауро, який хоче будь-що заволодіти родинним бізнесом.

## У ролях
- Сільвія Наварро — Марія Клаудія Мадеро Грімальді
- Серхіо Басаньєс — Антоніо Батіста
- Гільєрмо Муррай — дон Хуліан Мадеро
- Маргарита Гралія — Габріела Грімальді де Мадеро
- Айлін Мухіка — Лорена Мадеро Грімальді
- Хульєта Егуррола  — Дульсія Серхіо-Торрес
- Віктор Угго Мартін — Лауро Мадеро Грімальді
- Хав'єр Массімі — Октавіо Мадеро Грімальді
- Анхела Фусте — Бренда Арельяно
- Адріана Лув'єр — Лінда Арельяно
- Хуан Мануель Берналь — Діонісіо Серхіо-Торрес
- Андреа Нолі — Кауріс Гусман
- Бруно Бічір — Сантьяго Серхіо-Торрес
- Ектор Арредондо — Хоакін Меркадер
- Луїс Робаго — Орландо Мондрагон
- Фабіан Коррес — Саломон Майорка
- Габріела Канудас — Аранса Бальєстерос (Чата)
- Лусіана Сільвейра — Джованна Фонтанеллі
- Родріго Муррай  — Алонсо
- Мерседес Паскуаль — мати Джованни
- Чучо Реєс — Маурісіо

## Інші версії
- 2007 — Американська спадкоємиця (англ. American Heiress), американський телесеріал виробництва каналу MyNetwork TV. У головних ролях Алісія Лі Вілліс і Картер Макінтайр.